# Bouteille de Leyde
Pour les articles homonymes, voir Bouteille (homonymie) et Leyde (homonymie).

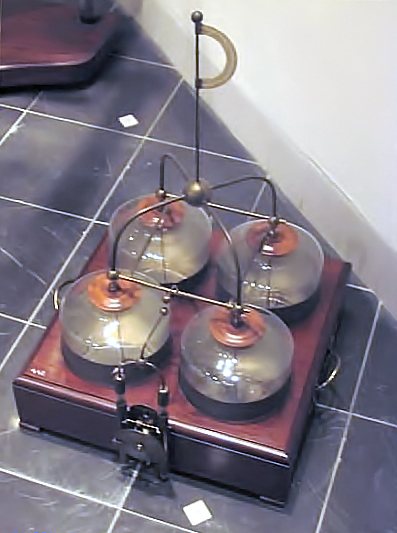
Quatre bouteilles de Leyde (Musée Boerhaave, 2003).

La bouteille de Leyde est l'ancêtre du condensateur. Elle fut réalisée la première fois en 1745 par Ewald von Kleist et, indépendamment de Kleist, dans la ville de Leyde (ou Leiden) aux Pays-Bas par Pieter van Musschenbroek.
La première application de ce condensateur était de donner des commotions (chocs électriques ou électrisations) au public dans les foires. Par exemple, à Versailles, on présenta au roi Louis XV l'expérience de la décharge d'une grosse bouteille de Leyde à travers le circuit formé de plus de deux cents courtisans.

## Description
La bouteille de Leyde est un condensateur formé de deux conducteurs séparés par le verre de la bouteille. Le premier conducteur est généralement constitué d'une électrode supérieure, reliée par une petite chaîne à des feuilles en étain chiffonnées contenues dans la bouteille. Le second conducteur est formé par une feuille métallique enveloppant la bouteille.
Les faces intérieure et extérieure stockent une charge électrique égale mais de signe opposé.

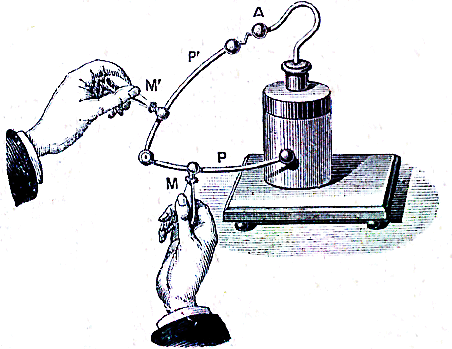
Décharge brusque d'une bouteille de Leyde.

La bouteille originale était constituée d'une bouteille en verre recouverte d'une feuille de métal et contenant accidentellement de l'eau impure agissant comme un conducteur, reliée par une chaine à une sphère métallique. L'hypothèse initiale était que le courant électrique était analogue au courant de l'eau et donc que l'électricité pouvait être stockée dans l'eau. On a découvert ensuite que les charges s'accumulent sur les surfaces en vis-à-vis, séparées par le verre formant un diélectrique, et que le liquide pouvait être remplacé par des feuilles métalliques reliées à l'électrode par une tige conductrice. Les charges sont stockées à la surface des éléments, à la frontière avec le diélectrique. Plus le diélectrique est fin et donc plus l'espace entre les plaques est mince, plus la charge cumulable à une tension donnée est importante.
Le développement des condensateurs a révélé que les matériaux du diélectrique ne sont pas critiques mais peuvent influer sur la capacité électrique et limiter les arcs électriques entre les plaques (tension de claquage). Deux plaques séparées par un faible intervalle agissent comme un condensateur, même dans le vide.
Initialement, l'unité de mesure de la capacité était la bouteille, à peu près équivalente à 1 nF.

## Histoire

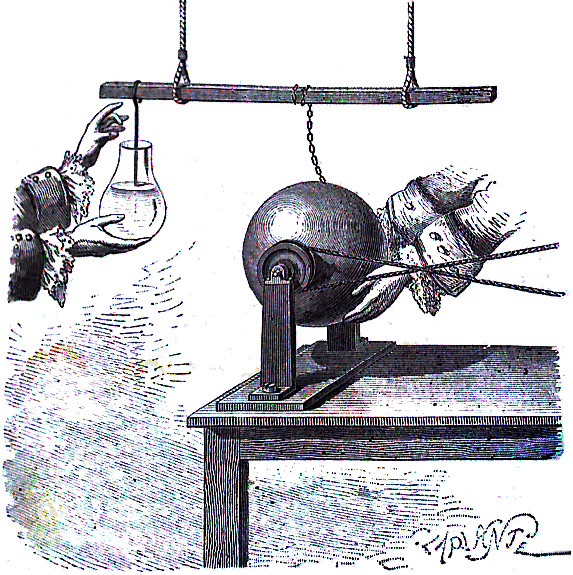
Générateur électrique primitif.

Les Grecs de l’Antiquité employaient des boules d'ambre qu'ils frottaient pour produire des étincelles.[réf. nécessaire] C'est l'effet triboélectrique, séparation mécanique de charge dans un diélectrique. Leur travail a été nécessaire au développement de la bouteille de Leyde.
En 1672, Otto von Guericke construisit un générateur primitif à friction : une boule de soufre tournant à grande vitesse sur un axe. Quand Guericke a posé sa main sur la boule et a tourné l'axe rapidement, une charge d'électricité statique s'est accumulée. En 1745, un autre Allemand, Ewald von Kleist, trouva une méthode pour stocker cette charge dans une bouteille en verre remplie à moitié d'eau et refermée à l'aide d'un bouchon de liège. Il stocka l'électricité dans l'eau par l'intermédiaire d'un clou inséré dans le liège et touchant le fluide, le clou étant chargé à l'aide d'un générateur à friction. Alors qu'il tenait la bouteille d'une main, il reçut une puissante décharge lorsqu'il toucha le clou avec son autre main. Kleist se convainquit qu'une charge substantielle pourrait être accumulée lorsqu'il reçut ce choc électrique significatif. Cette invention est restée sous le nom de « bouteille de Leyde » parce qu'en 1746, Pieter van Musschenbroek, professeur de l'université de Leyde, fit indépendamment la même découverte et la fit connaître au monde scientifique. Musschenbroek décrit ainsi son expérience dans une lettre du 20 avril 1746, adressée à Réaumur :

« Dans ce but, j'avais suspendu à deux fils de soie bleue (toujours de la soie bleue) un canon de fer, qui par communication recevait l'électricité d'un globe de verre qu'on faisait tourner rapidement sur son axe, pendant qu'on le frottait en y appliquant les mains. À l'autre extrémité pendait librement un fil de laiton dont le bout était plongé dans un vase de verre rond, en partie plein d'eau, que je tenais dans ma mains droite ; avec l'autre main, j'essayais de tirer des étincelles du canon de fer électrisé. Tout à coup ma main droite fut frappée avec tant de violence, que j'eus tout le corps ébranlé comme d'un coup de foudre. »

— Pieter van Musschenbroek, Histoire de l'électricité et de ses principes
Daniel Gralath (en) combina le premier plusieurs bouteilles en parallèle dans une « batterie » de capacité totale supérieure à celle d'une seule bouteille.

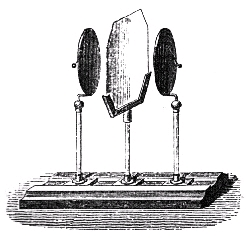
Condensateur d'Æpinus.

En 1756, le philosophe allemand Æpinus fabrique sur le même principe le condensateur plan qui porte son nom, le diélectrique est maintenant l'air compris entre deux plaques de métal que l'on peut rapprocher ou éloigner pour changer la capacité de celui-ci.

## Bouteille de Leyde dans la littérature

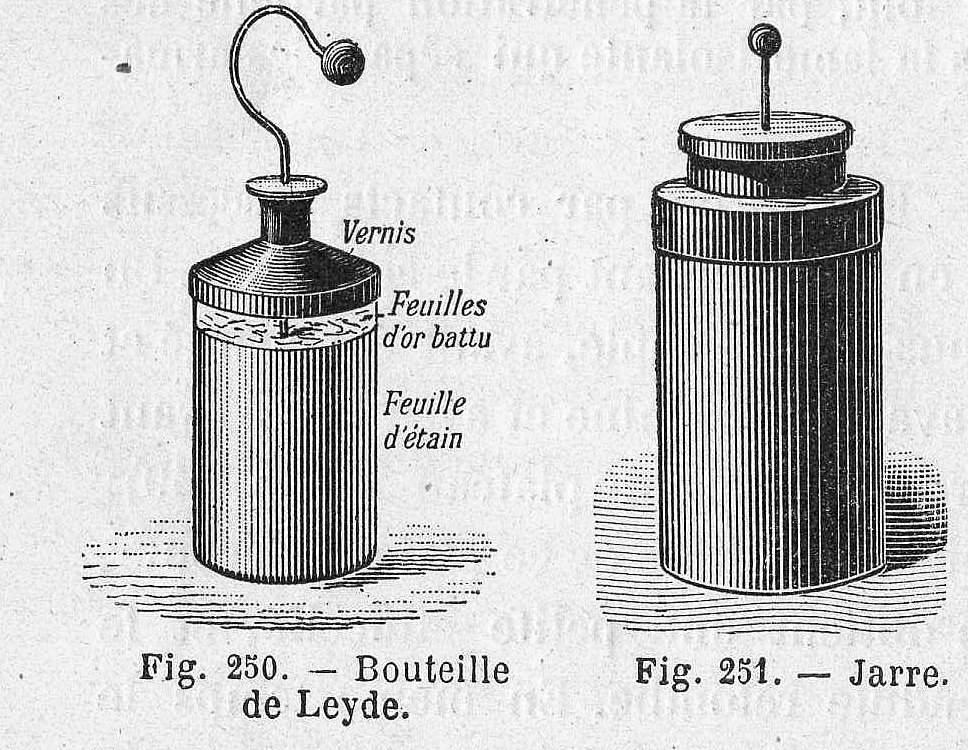
Illustration d'une bouteille de Leyde.

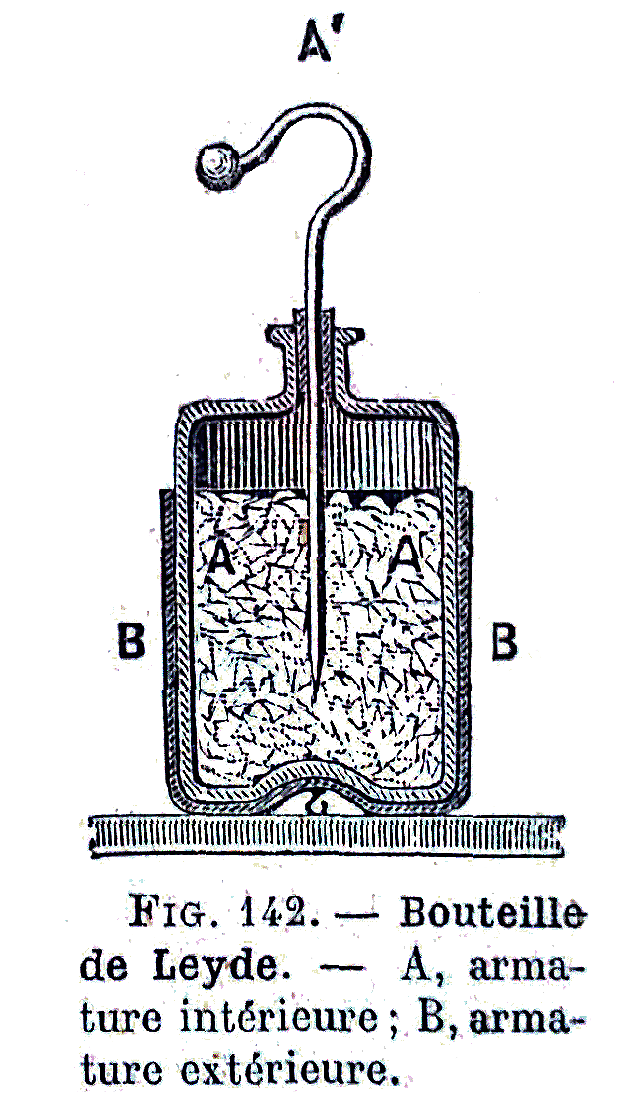
Coupe d'une bouteille de Leyde.

La bouteille de Leyde est évoquée dans les œuvres suivantes :
- le Mémoire et rapport sur Victor de l'Aveyron du docteur Jean Itard (1801 et 1806).
- L’Essai sur l'élaboration progressive des idées pendant le discours de Heinrich von Kleist (rédigé vers 1805).
- La Femme de trente ans d'Honoré de Balzac[4] (1829-1842).
- Le Vicomte de Bragelonne d'Alexandre Dumas (1847-1850).
- Moby Dick d'Herman Melville (1851).
- Avatar de Théophile Gautier (1856).
- Apparitions d'Ivan Tourgueniev (1864).
- Voyage au centre de la Terre de Jules Verne (1864).
- Guerre et Paix de Léon Tolstoï (1865-1869).
- Vingt Mille Lieues sous les mers de Jules Verne (1869-1870).
- Souvenirs entomologiques de Jean-Henri Fabre (entre 1879 et 1907).
- Ma vie de Trotski (1929).
- Le Cavalier suédois de Leo Perutz (1936).
- La Formation de l'esprit scientifique de Gaston Bachelard (chapitre II, II) (1938)
- Murphy de Samuel Beckett (1938).
- La Nuit de Pentonville de Jean Ray (1947).
- Le Baron perché d'Italo Calvino (1957).
- La structure des révolutions scientifiques de Thomas Samuel Kuhn[5] (1962).
- le Journal d'un vieux dégueulasse de Charles Bukowski (1967).
- Les Mémoires d'Elizabeth Frankenstein de Theodore Roszak (1995).
- Mason & Dixon de Thomas Pynchon (1997).
- Thunderstruck (Les Passagers de la foudre) d'Erik Larson (2006).

- Napoleon's pyramids de William Dietrich (2007).